# براک دو بوربونا
براک دو بوربونا (به انگلیسی: Braque du Bourbonnais)، نام یکی از نژادهای سگ است که خاستگاه آن به فرانسه بازمی‌گردد. قد جنس نر براک دو بوربونا ۵۱–۵۷ سانتیمتر (۲۰–۲۲ اینچ) است و قد جنس مادهٔ آن ۴۸–۵۵ سانتیمتر (۱۹–۲۲ اینچ).

## نگارخانه

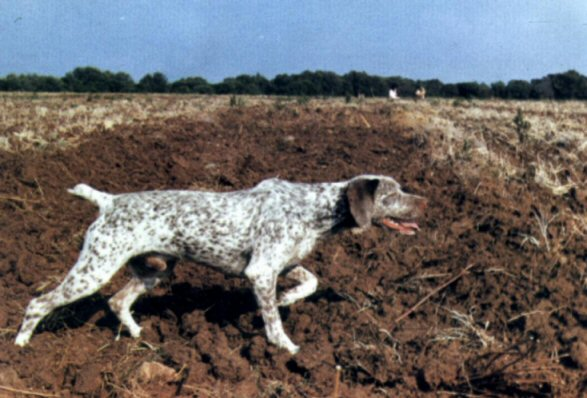
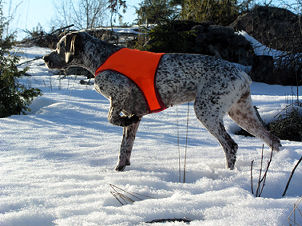
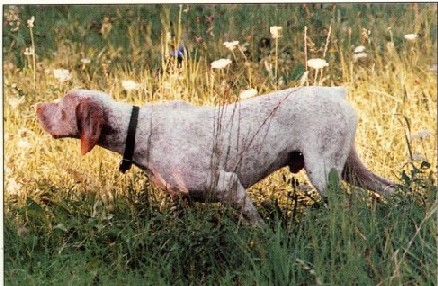
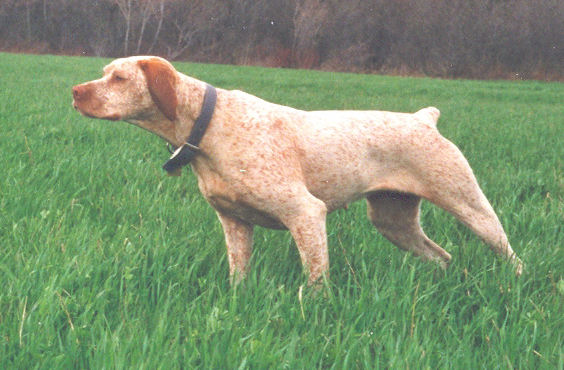